# Essenbeek
Essenbeek (Schembecq in 1832, Esschenbeek in 1845) is een dorp in de stad Halle in de Belgische provincie Vlaams-Brabant. Het heeft ongeveer 800 inwoners.
In Essenbeek bevindt zich de Sint-Jozef en Franciscuskerk, een neogotisch bouwwerk uit 1888, ontworpen door architect Gustave Hansotte. De kerk is geklasseerd als monument en zijn omgeving, tezamen met die van de pastorie, is geklasseerd als beschermd dorpsgezicht.
In Essenbeek vindt men het Warandepark.
In 1884 was het de bedoeling dat Essenbeek een aparte gemeente zou worden. Het Parlement (Kamer en Senaat) had een wetsontwerp in die zin aangenomen, maar na de regeringswissel weigerde de nieuwe katholieke regering om het wetsontwerp te bekrachtigen.

## Sport
Er is een atletiekclub: Olympic Essenbeek Halle.

## Nabijgelegen kernen
Halle, Dworp, Kasteelbrakel